# サンドラの小さな家
『サンドラの小さな家』（サンドラのちいさないえ、Herself）は2020年のアイルランド・イギリスのドラマ映画。監督はフィリダ・ロイド、出演はクレア・ダンとハリエット・ウォーカーなど。2人の子どもを連れてDV夫から逃れた母親が、周囲の人々の助けを借りながら自らの手で小さな家を建てるまでを描いている。

## ストーリー
アイルランドのダブリン。暴力を振るう夫（ゲイリー）から逃れるべく、サンドラは子供2人と一緒に家を飛び出した。ひとまず安宿に身を寄せたサンドラだったが、新居を探そうにも、折からの住宅価格の高騰で手頃な物件はなく、公的機関からの支援も十分に受けられないという状況に陥った。そこで、サンドラは新しい友人たちの力を借り、自分の手で一から新居を建設することにした。
しばらくして、予想だにしなかった一報がサンドラの下に飛び込んできた。ゲイリーが「父親である自分には子供たちに会う権利があり、子供たちもそれを望んでいるのにサンドラが妨害している」と裁判所に訴えたのだという。

## キャスト
- サンドラ: クレア・ダン（英語版）
- ペギー: ハリエット・ウォーカー（英語版）
- エイド: コンリース・ヒル
- モリー: モリー・マッキャン
- エマ: ルビー・ローズ・オハラ
- ジョー: キャシー・ベルトン（英語版）
- グレイニー: レベッカ・オマラ（英語版）
- エイミー: エリカ・ロー
- ゲイリー: イアン・ロイド・アンダーソン（英語版）
- キアラン・クロウリー: ショーン・ダガン
- トモ: アーロン・ロックハート
- ローザ: アニータ・ペトリー

## 製作
2019年3月7日、クレア・ダンがマルコム・キャンベルと共同で執筆した脚本が映画化されることになり、フィリダ・ロイドが監督を、自身が主演を務めることになったと報じられた。4月25日、ハリエット・ウォーカーとコンリース・ヒルの起用が発表された。

## 公開・マーケティング
2020年1月24日、本作はサンダンス映画祭でプレミア上映された。26日、アマゾン・スタジオズが本作の北米配給権を獲得したと報じられた。12月9日、本作のオフィシャル・トレイラーが公開された。

## 評価
本作は批評家から高く評価されている。映画批評集積サイトのRotten Tomatoesには35件のレビューがあり、批評家支持率は91%、平均点は10点満点で7.1点となっている。サイト側による批評家の見解の要約は「フィリダ・ロイド監督の演出は繊細なもので、クレア・ダンの演技は作品に命を吹き込めるほどの見事なものである。それら2つのお陰で、『サンドラの小さな家』は共感と暖かな眼差しを以て主人公の歩む道を追うことができた。」となっている。また、Metacriticには6件のレビューがあり、加重平均値は76/100となっている。